# Сергеевская сельская община
Сергеевская сельская община (укр. Сергіївська сільська громада) — территориальная община в Миргородском районе Полтавской области Украины. Административный центр — село Сергеевка.
Образована 21 июля 2016 года путем объединения Качановского, Розбишевского и Сергеевского сельских советов Гадячского района.

## Населенные пункты
В состав общины входят 13 сел: Веселое, Вечерчино, Выришальное, Дачное, Калиновщина, Качаново, Крамарщина, Лободино, Новоселовка, Разбышевка, Сергеевка, Степное и Чернече.